# Kartause Gaming

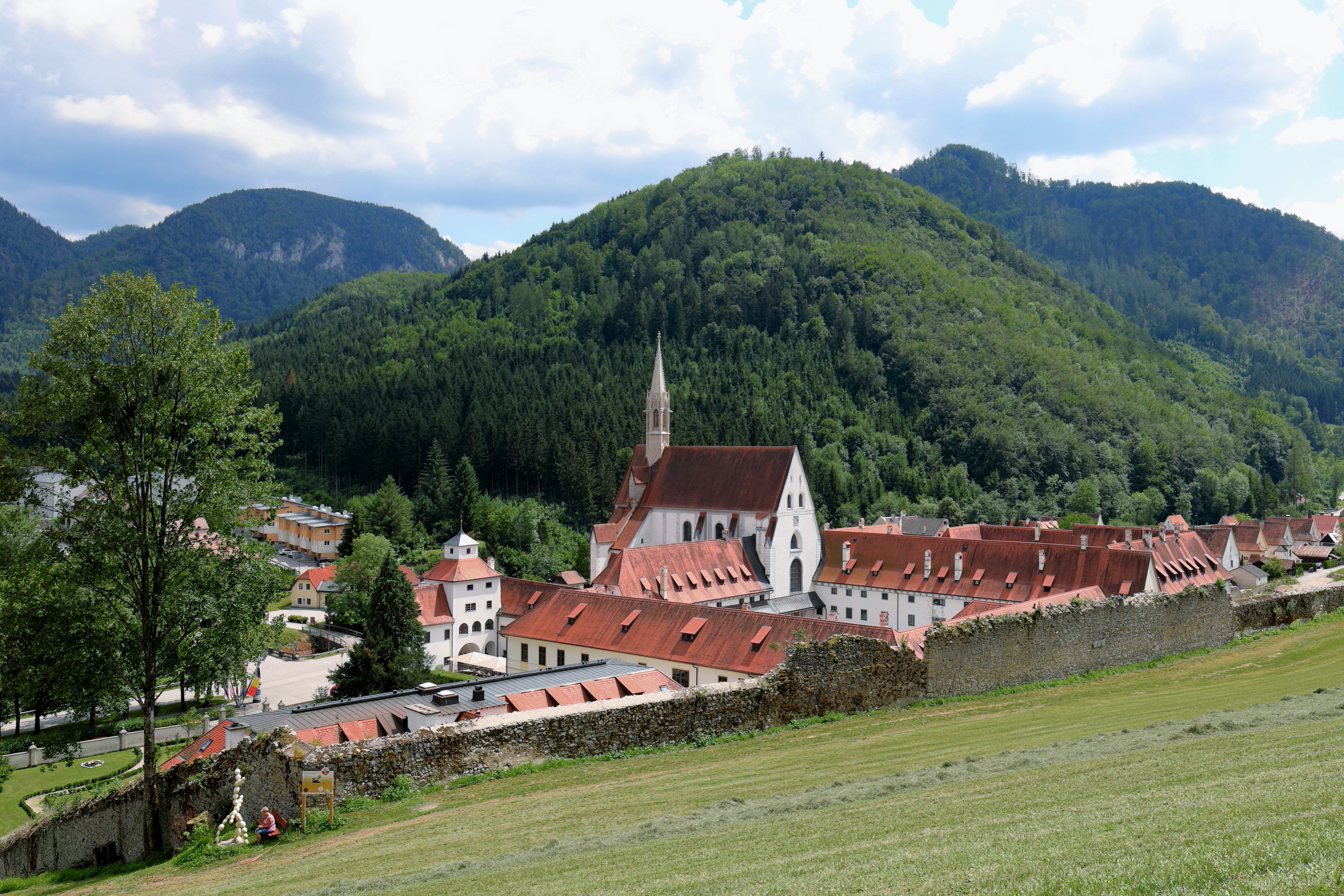
Nordansicht des ehemaligen Kartäuserklosters „Marienthron“

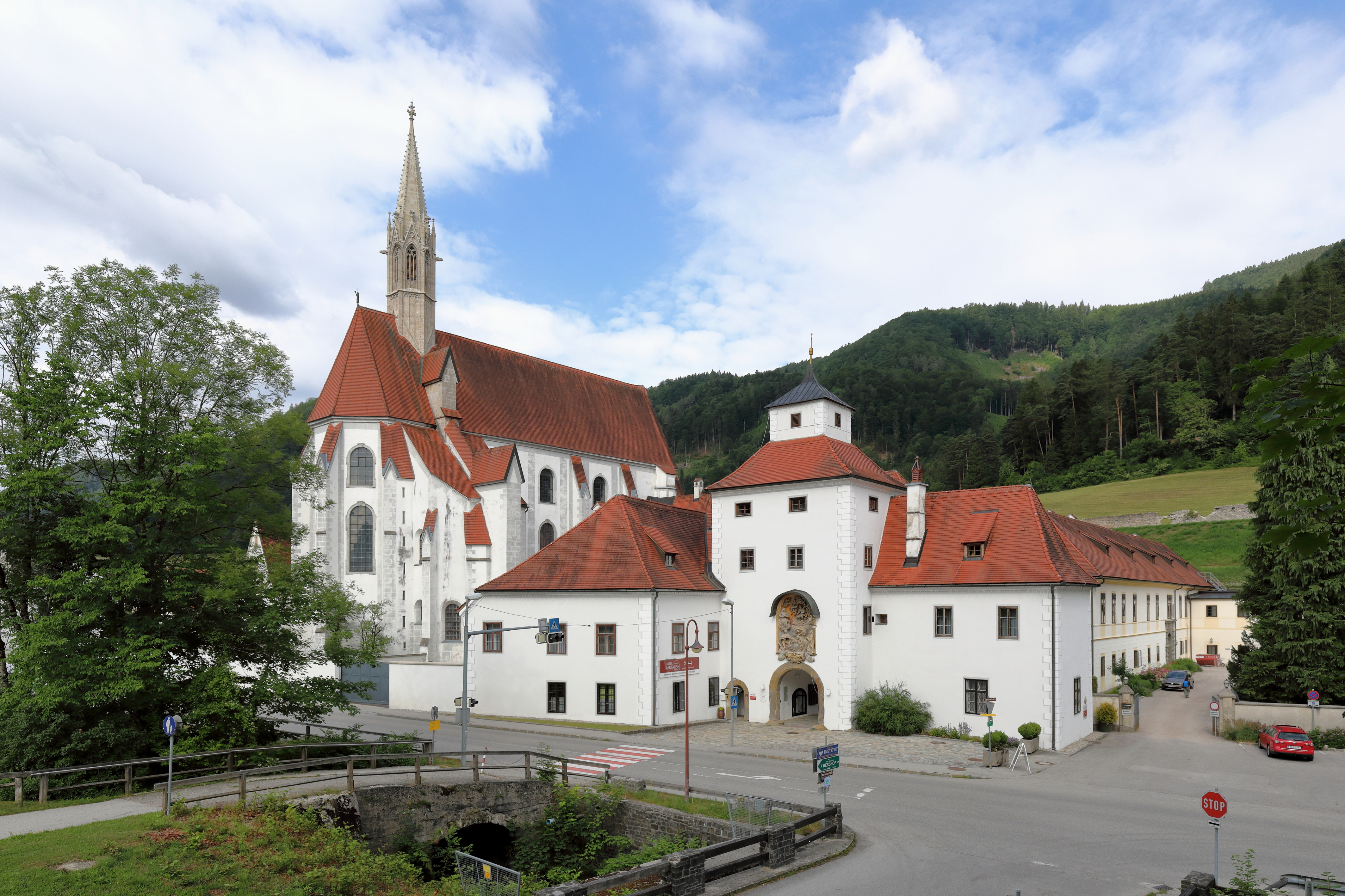
Straßenseitige Ansicht mit Torturm

Die Kartause Gaming ist das ehemalige Kloster „Marienthron“ der Kartäuser in Gaming in Eisenwurzen im Mostviertel in Niederösterreich. Es wurde 1330 durch Herzog Albrecht I. gegründet und war zeitweise eines der größten Kartäuserklöster Europas.

## Geschichte

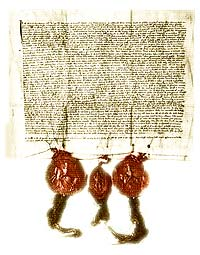
Gründungsurkunde

Mit der Gründung der Kartause Gaming löste Albrecht II. ein Gelübde ein, das er gemeinsam mit seinem Bruder Leopold „in Kampfbereitschaft zur Schlacht gegen Ludwig den Bayern“, also offenkundig 1322 unmittelbar vor der Entscheidungsschlacht bei Mühldorf, abgelegt hatte. Der „so gemüthvollen Auffassung“, dass der Beweggrund für das Gelübde der beiden Brüder die Befreiung Friedrichs des Schönen aus seiner Gefangenschaft auf Trausnitz gewesen sei, hat Josef Lampel schon vor bald hundert Jahren die Grundlage entzogen. Dennoch wird diese Legende weiterhin unkritisch tradiert.
Leopold wollte das Kloster ursprünglich in der Pfarre Malters bei Luzern stiften. Doch Albrecht, dem nach Leopolds Tod 1326 die Ausführung des Gelübdes übertragen war, hatte sich für Gaming als Ort der Klostergründung entschieden. Für die Wahl des Ortes waren mehrere Komponenten bestimmend; eine ganz entscheidende muss eigens hervorgehoben werden: Die neue Gründung sollte auch die herzogliche Grablege bergen, der als Stätte der besonderen Präsenz des Landesfürsten in der Anschauung der Zeitgenossen ein außerordentlicher Stellenwert beigemessen wurde.
Herzog Albrecht hat mehrere Kirchen und Klöster gefördert und namentlich den Chor der Pfarrkirche von St. Stephan in seiner Residenzstadt Wien in der Dimension einer Bischofskirche ausbauen lassen. Wenn er seine Grablege in Gaming einrichtete, in bewusster Abkehr von der habsburgischen Familiengrablege im Kloster Königsfelden im Kanton Aargau, wo seine Mutter Elisabeth und sein Bruder Leopold beigesetzt waren und wohin sein Bruder Herzog Heinrich († 1327) eigens aus der Steiermark überführt worden war, dann liegt hier die Absicht zugrunde, einen territorial-politischen Akzent zu setzen, der zur Verdichtung und Intensivierung der Landesherrschaft beitrug.
Die Gründung des Klosters, das den Namen „Marienthron“ (lateinisch Thronus Sancte Marie) erhielt, war wohl schon von längerer Hand vorbereitet worden. Den unmittelbaren Anlass dürfte der Tod Friedrichs des Schönen im Jänner und die plötzliche, schwere Erkrankung des Herzogs im März desselben Jahres gegeben haben. Albrechts Entscheidung für den Kartäuserorden war wohl nicht zuletzt unter dem Einfluss der starken Persönlichkeit Gottfrieds, des Priors der von Friedrich dem Schönen gegründeten Kartause Mauerbach bei Wien, eines engen Vertrauten des Herzogs, gefallen. Mönche aus Mauerbach sollten die neue Gründung besiedeln. Zuvor musste indes erst die ganze Klosteranlage von der Kirche bis zu den Zellen der Mönche gebaut werden.
Die Kartause Gaming war im Gegensatz zu der bei Kartausen, inklusive des Mutterklosters, üblichen Zahl von 12 Mönchen von vornherein auf die doppelte Größe, einen Konvent von 24 Mönchen mit einem Prior und dementsprechend vielen Einzelzellen, angelegt.
Am 13. August 1332 legte der Herzog, der an seiner Stiftung lebhaften Anteil nahm, persönlich den Grundstein zum Kloster. Die Bauarbeiten schritten zügig voran. 1337 wurde das Kloster auf dem Generalkapitel der Kartäuser in den Ordensverband aufgenommen; zu diesem Zeitpunkt muss also ein Klosterleben bereits möglich gewesen sein. 1340 wurde der Kapitelsaal geweiht. Am 13. Oktober 1342 fand schließlich als Höhepunkt die feierliche Einweihung der Klosterkirche statt.

### Ausbau
In all den Jahren seit Gründung war der Herzog bestrebt, das Stiftungsgut der Kartause zu erweitern und abzurunden. Grenzstreitigkeiten mit benachbarten, geistlichen und weltlichen Grundherrschaften wurden einvernehmlich geregelt. Die Besitzungen des Klosters mit dem Schwerpunkt im Raum Gaming, dem Markt Scheibbs und dem Lunzer See reichten bis in die Steiermark (Donnersbach), ins niederösterreichische Baden und nach Wien. Zu den Rechten zählte das Bergregal und sogar das Landesgericht. Gaming war somit eines der reichsten Klöster des Landes.

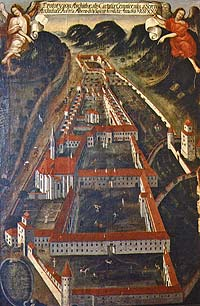
Kartause Richtung Süden

Die Gemahlin Albrechts II., Johanna von Pfirt (Jeanne de Ferrette), verstarb am 15. November 1351 und wurde in Gaming begraben. Nach dem etwa zwanzigjährigen Bestehen des Klosters seit der Gründung bemühten sich Prior und Konvent um eine Bestätigung der Sentenz „pro prima dote“ aus der Gründungsurkunde im Sinne einer klaren Rechtssicherheit, um den Besitz ungestört nutzen zu können. Man darf daraus schließen, dass, als Herzog AlbrechtI. diesem Begehren am Lichtmesstag 1352 nachkam, ein entsprechender Abschluss durch den Stifter erreicht worden war. Dieses Dokument erfuhr eine zweimalige Bestätigung durch Kaiser Karl IV.: 1352 „sub simplici sigillo“; 1357 kam es zur zweiten Bestätigung des zuvor genannten Dokumentes durch Karl IV.: „sub bulla aurea“.
Herzog Albrecht II. verstarb am 20. Juli 1358 und wurde am 23. Juli an der Seite seiner Gemahlin in der Gruft unter dem zweiten Priorat des bedeutenden Kartäuser-Schriftstellers Konrad von Hainburg (1350–1354, 1358–1360) der Kartausenkirche in Gaming bestattet. Der älteste Sohn Albrechts II., Herzog Rudolf IV., bestätigte im selben Jahr die Privilegien und Besitzungen des Klosters, verfolgte jedoch sonst, auch auf kirchlichem Sektor, andere Vorstellungen und Ziele. Spätestens zu diesem Zeitpunkt, wahrscheinlich aber bereits 1352, war die Kartause nicht nur baulich längst vollendet – das Baugeschehen dürfte mit der Weihe der Kirche abgeschlossen gewesen sein –, sondern auch komplett ausgestattet. Mit dieser Kartausengründung ist auch ein Teilaspekt jener Entwicklung vollzogen worden, die nach dem Scheitern der dynastischen Pläne König Friedrichs des Schönen mit Herzog Albrecht II. die ersten Schritte brachte, mit der die Habsburger in den österreichischen Ländern heimisch zu werden begonnen hatten. In der Folgezeit kam es zur geistigen Entfaltung des Ordenslebens auch in schriftstellerischer und wissenschaftlicher Tätigkeit mit engsten Beziehungen zur Wiener Universität bis ans Ende des 15. Jahrhunderts. 1371 wurden die Privilegien durch Herzog Albrecht III. bestätigt. Kurz darauf fand die Bestattung der ersten, 1373 verstorbenen Frau von Albrecht III., Elisabeth von Böhmen, statt. 1375 wurde die von Markgraf Johann Heinrich gegründete Kartause Königsfeld bei Brünn mit Mönchen aus Gaming besiedelt.
Drei Klafter unterhalb des in situ, fast komplett auch heute noch bestehenden, polychromierten Kreuzrippengewölbes aus der Erbauungszeit der Klosterkirche (1332–1340), also etwa sechs Meter darunter, wurde 1457 durch den Wiener Dombaumeister Laurenz Spenning ein spätgotisches (in der älteren Literatur fälschlich als barockes Tonnengewölbe mit Stichkappen bezeichnetes) Netzrippengewölbe eingezogen. Von dieser Umbauplanung hat sich der gesamte Satz an spätgotischen Baurissen erhalten. Im Zeitraum von 1451 bis 1457 wurde die der Allerheiligsten Dreifaltigkeit geweihte (heute profanierte) Friedhofskapelle im nordöstlichen Bereich des großen Klosterhofes errichtet und mit zwei kleinen, ehemals querhausartig hervortretenden Seitenkapellen als Paraphrase zur großzügigen Chorlösung mit den Doppelkapellen-Paaren der Klosterkirche entsprechend aufwendig gestaltet, wobei diese Seitenkapellen an der Friedhofskapelle heute fehlen.

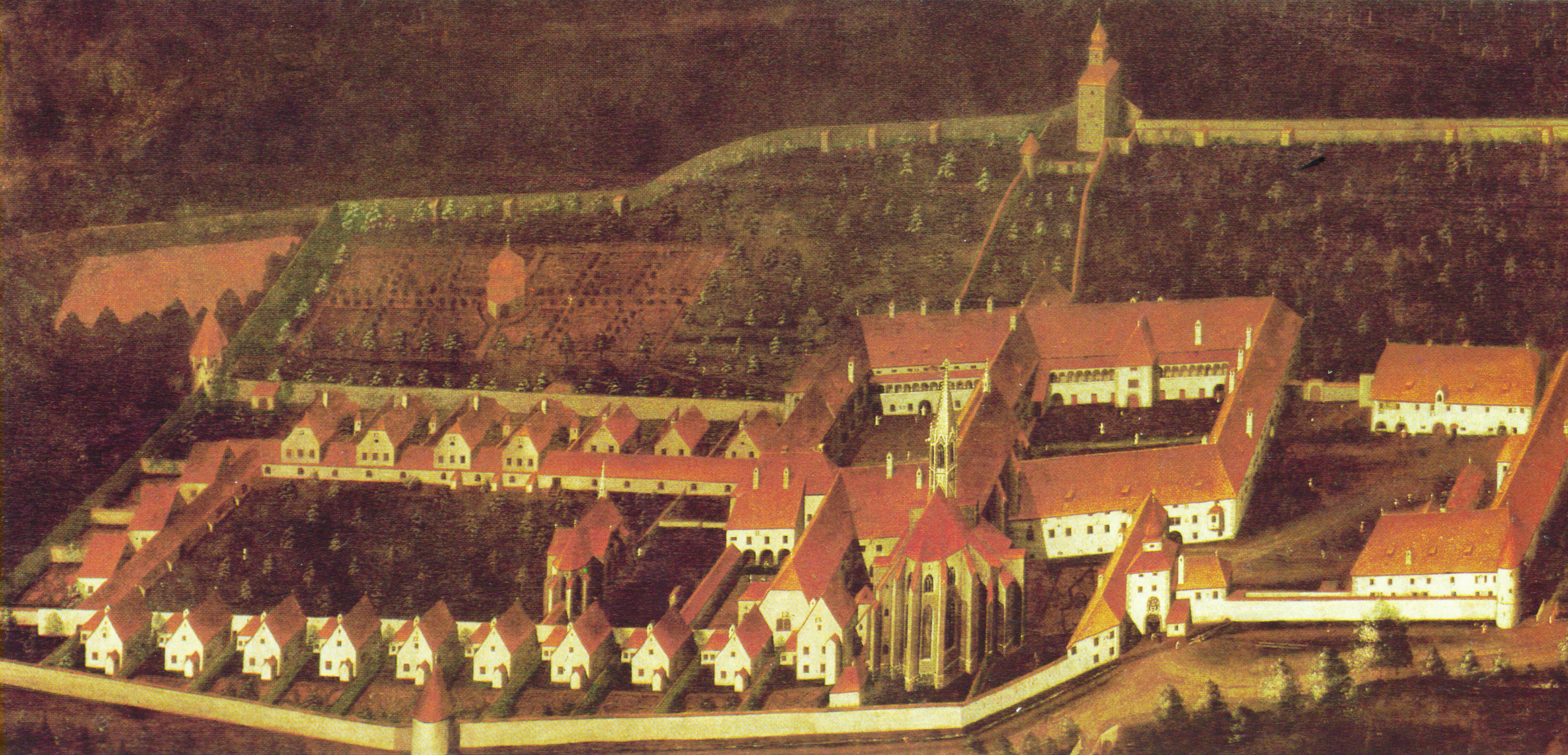
Kartause im 2. Viertel des 18. Jhdts. Links die Mönchszellen, zentral die Klosterkirche

### Hochblüte
1451 bis 1458 war die Wirkungszeit des aus Straßburg stammenden Priors Nikolaus Kempf, der zuvor an der Wiener Universität zum Magister graduiert worden und als Universitätsprofessor ebendort tätig war. 1458 bis 1483 erfolgte die Wirkungszeit des aus dem reichen und hochangesehenen Geschlecht der Phantzagel stammenden Priors Sigismund, der gleichfalls Magister der Freien Künste war. Unter seinem Priorat erlebte die Kartause die absolute Höchstzahl an Professen (39), wobei noch weitere (13) hinzuzuzählen sind, die entweder als Prioren oder als Hospitanten in anderen Kartausen tätig waren. Nicht weniger als neun Gaminger Professen standen damals anderen Kartausen als Prioren vor. Zum Unmut des Mutterklosters, La Grande Chartreuse bei Grenoble, war damals die Kartause Gaming größer als das Stammhaus.

#### 16. Jahrhundert
Auf Befehl des späteren Kaisers Ferdinand I. musste 1529 wegen der Türkennot der vierte Teil des Klostervermögens als Reichstürkenhilfe abgetreten werden. Während der Türkenkriege erlitt die Kartause schwere Einbußen bei den Besitzungen im Wiener Raum. Der Türkenansturm konnte jedoch vor Gaming erfolgreich abgewehrt werden, sodass die Klosteranlage nicht beschädigt wurde. In der Folgezeit gab es kaum Probleme hinsichtlich Ordensaustritten aufgrund der reformierten Lehre Martin Luthers, jedoch Schwierigkeiten mit den aufständischen lutherischen Untertanen.

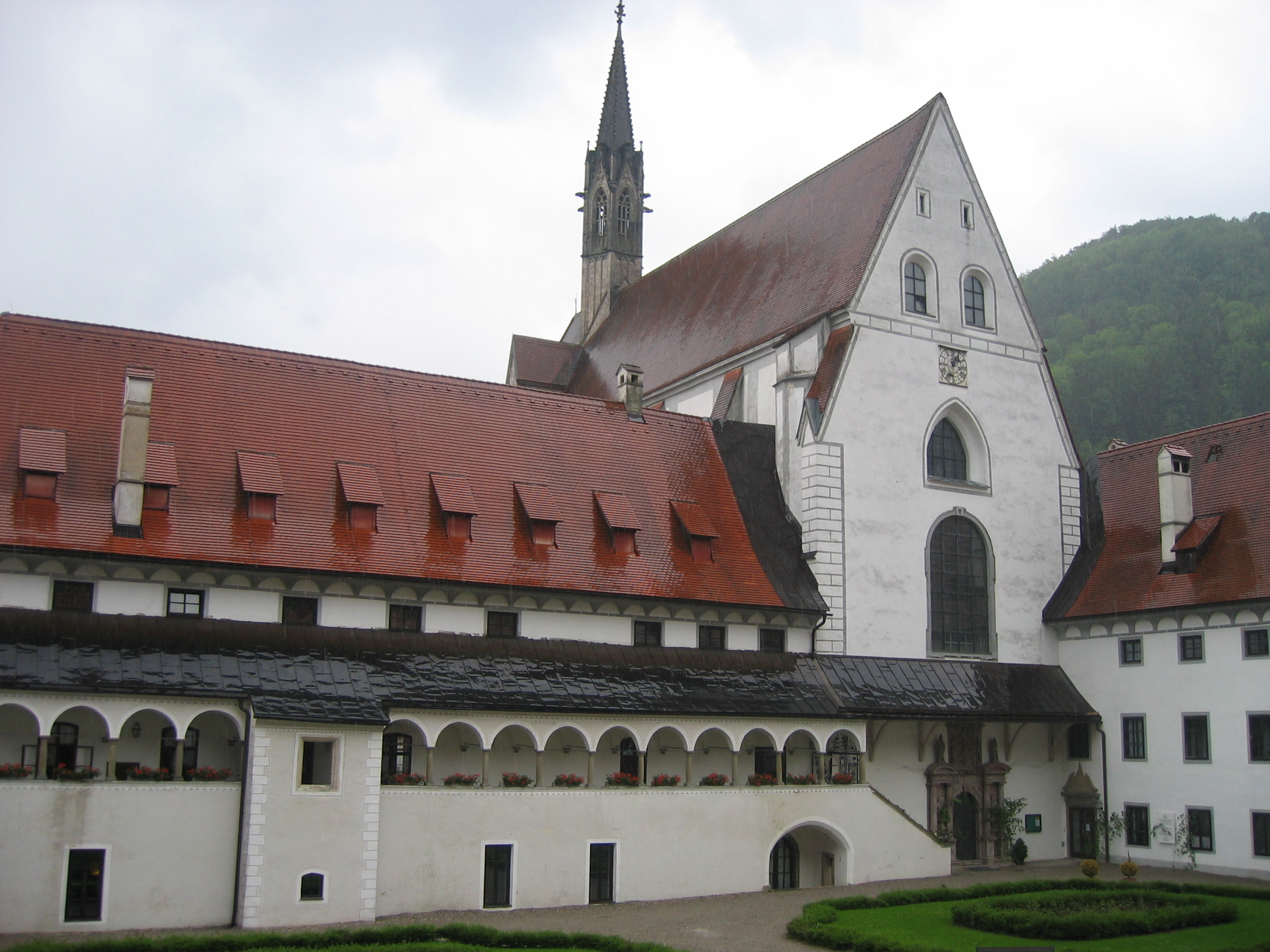
Kartause Gaming: Fassade der Kirche und Arkadenhof (Juni 2006)

1585, 1591 und 1597 kam es zur Errichtung der Arkadenbögen am Osttrakt des Prälatenhofes und des inneren Portals zum Kartäuserkeller im Westflügel des Prälatenhofes. Als Höhepunkt der Unruhen seitens der lutherischen Untertanen wurde Prior Paulinus Maringius zweimal gedemütigt. Nach der Rebellion trat allmählich wieder Beruhigung ein, und nach dieser konsolidierenden Phase nahm das Klosterleben wieder neuen Aufschwung.

#### 17. Jahrhundert
Unter dem Prior Hilarion Danichius (Danisius) fanden 1609 bis 1640 ein umfassender Umbau und Ausstattungstätigkeiten statt: die Errichtung der Arkaden und des Mittelrisalites am Westflügel des Prälatenhofes (1625), die Umgestaltung der Hoffassaden im Prälatenhof und im Bibliothekshof, die Errichtung der neuen Bibliothek (Portal 1619 datiert), die Vergrößerung von vier Zellenhäusern am Südende des Westflügels im großen Klosterhof durch die Umwandlung zu Doppelzellenhäusern, die Errichtung eines neuen Kirchenportales aus Peutenburger Marmor (1632 datiert), Stuckdekor im Prälatensaal (etwa um 1630/40). 1670 erfolgte die Erhebung der Prioren der Kartausen in den Prälatenstand (jedoch ohne Pontifikalien) durch Kaiser Leopold I.

#### 18. Jahrhundert
Von 1702 bis 1739, in der Wirkungszeit des aus Zwittau in Mähren stammenden Priors Joseph Kristelli von Bochau, wurde die barocke Bibliothek im Westteil des Südflügels des sog. Bibliothekshofes erbaut und der anschließende Westtrakt desselben Hofes für Bibliothekszwecke adaptiert: Vor allem die freskale Ausstattung durch den hochbedeutenden Prager Maler Wenzel Lorenz Reiner (1723 datiert, obwohl die archivalisch belegte Auftragserteilung und die Zahlungen erst von 1724 stammen), aber auch der Stuckmarmor und der Stuckdekor von dem Allgäuer Balthasar Haggenmüller (1724, schriftlicher Auftrag jedoch erst von 1725) und die ergänzenden Malereien in den Fensterlaibungen von J. G. Schreyer bilden einen signifikanten Akzent. Von 1742 bis 1746 erfolgte unter Prior Johann VIII. Jerumb (1739–1757) die Umgestaltung des Kircheninnenraumes mit Stuck und Fresken sowie hinsichtlich der Einrichtung.

### Einfluss der Kartause auf das Umland
Der Einfluss auf die gesamte Region war enorm. Wenn der geistliche Sitz in Gaming war, so war der weltliche in Scheibbs. Im Schloss Scheibbs war der Sitz des Priors, und von 1678 bis 1684 wurde ein Kloster mit zugehöriger Kirche errichtet. Auch die Pfarre Scheibbs wurde von Gaming betreut. Außerdem wurde die Pfarrkirche in St. Anton/Jeßnitz errichtet, wo sich noch heute die ursprünglichen Altäre aus der Gaminger Klosterkirche befinden.
Ein nicht unwesentlicher Faktor war der Brauch, dass mittelalterliche Burgen, die sich in der Region befanden, die verlassen oder noch bewohnt waren und von Herzog Albrecht erworben und geschenkt oder von der Kartause direkt erworben wurden, sofort geschleift und mit dem Verbot des Wiederaufbaus belegt wurden. So ist zu erklären, warum sich im gesamten Erlauftal nicht eine einzige Burgruine befindet. Darunter befanden sich die Burgen Scheuernberg bei Neustift, Liebegg bei Neubruck, Jeßnitz bei St. Anton/Jeßnitz und Frankenstein bei Peutenburg.
| Burg                                              | Standort                                                                                | Datum der Schleifung        |
| ------------------------------------------------- | --------------------------------------------------------------------------------------- | --------------------------- |
| - Frankenstein - Scheuernberg - Liebegg - Jeßnitz | - Peutenburg (Scheibbs) - Neustift (Scheibbs) - Neubruck (Scheibbs) - St. Anton/Jeßnitz | - 1338 - 1345 - 1349 - 1360 |

### Niedergang
Die Kartause Gaming wurde am 27. Jänner 1782 durch ein Dekret von Kaiser Joseph II. an Prior Stephan Braun aufgehoben. Am 26. Jänner 1782 abends traf die Aufhebungskommission in Gaming ein. Nachdem die Kartäuser das Kloster verlassen hatten, setzte bald eine Verwahrlosung und ein Verfall des Gebäudes ein. Die Klosterkirche wurde schwer in Mitleidenschaft gezogen. Alles was brauchbar und an Einrichtungen disponibel war, wurde in alle Richtungen verschleppt. Diese Umstände der Aufhebung erscheinen in ihrer Härte heute unverständlich. Man setzte sich bedenkenlos über die Ordensregeln hinweg und entließ Mönche, die viele Jahre ein Eremitenleben geführt hatten, in eine ihnen fremd gewordene Welt. Noch ärmer waren die Klosterbediensteten; sie wurden zu obdachlosen Bettlern. Durch die Aufhebung der Kartause Gaming war nicht nur den Bewohnern des Klosters, sondern vielen anderen Menschen großer Schaden zugefügt worden. In der Folge versteigerte man das Wirtschaftsgebäude ebenso wie das Vieh. Das Dienstpersonal wurde größtenteils entlassen. Das Klostergebäude selbst ging in wenigen Jahren dem Verfall entgegen, da zu seiner Erhaltung nichts mehr getan wurde.
1797 kam es zur Überführung der sterblichen Überreste der Stifter in die Pfarrkirche Gaming. Am 12. September 1825 kaufte Graf Albert Festetics de Tolna die Kartause Gaming um 100.000 Gulden. Der Sohn, Graf Festetics, verkaufte einen beträchtlichen Teil des Jagdgebietes an die Aktiengesellschaft für Forstindustrie um 1,320.000 Gulden. Die Gesellschaft für Forstindustrie wurde nach einem Finanzkrach im Jahre 1875 liquidiert, der Besitz wurde an Albert Salomon Anselm von Rothschild verkauft. 1915 wurde die Kartause von dem Benediktinerstift Melk unter Abt Amand John (1909–1942) erworben.

### Revitalisierung

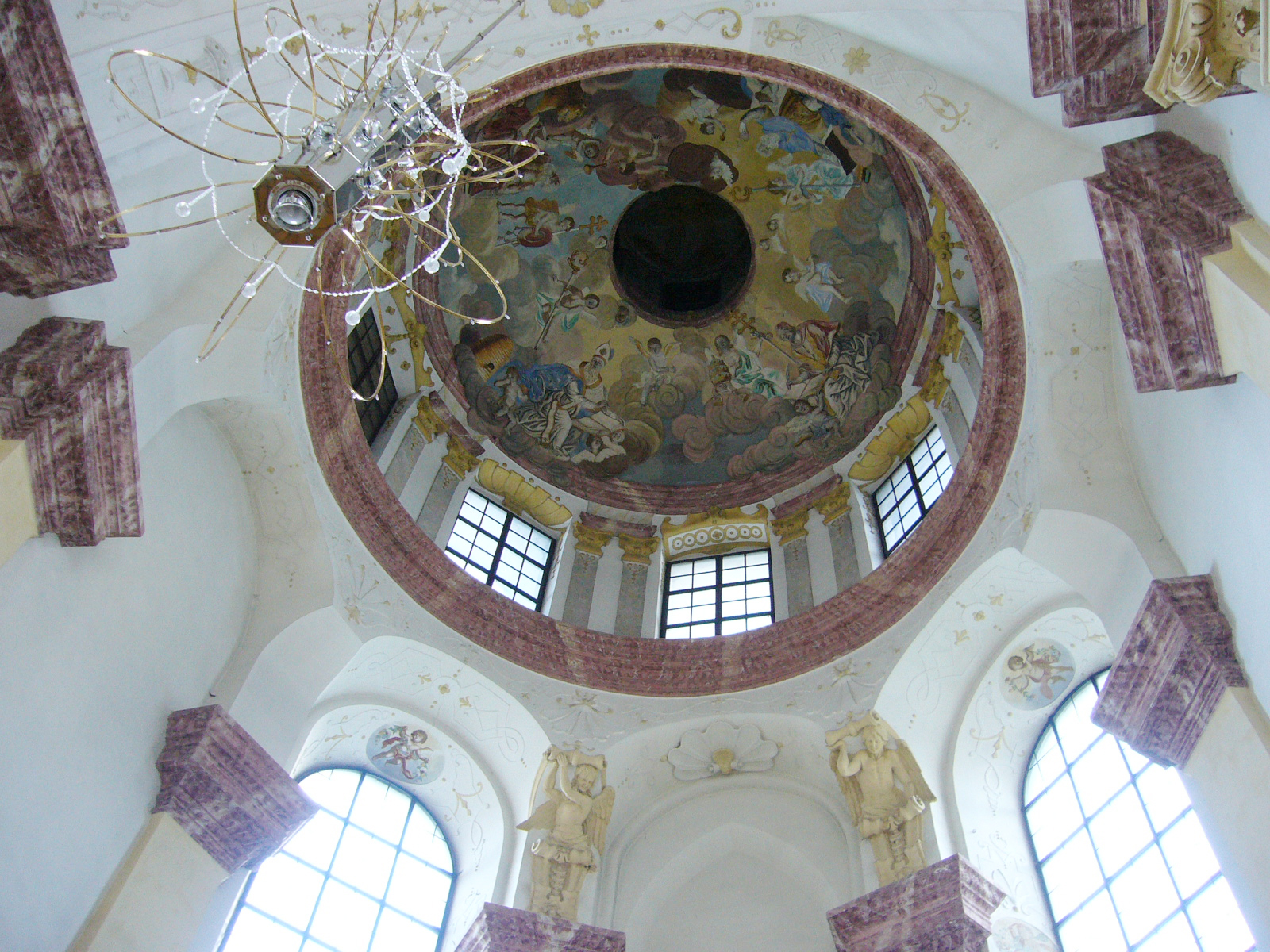
Kuppel über dem Chor

Am 5. August 1983 verkaufte das Stift Melk die Kartause Gaming (ohne Wald) an Architekt Walter Hildebrand, der seit dieser Zeit mit großem finanziellen Einsatz und persönlichem Engagement die Kartause renoviert und mit Ausstellungen und Veranstaltungen wissenschaftliche Aktivitäten gesetzt hat. 1985 wurden die Gebeine der Stifter rückgeführt.
1991 fand die Niederösterreichische Landesausstellung Kunst des Heilens in der Kartause Gaming statt.
Der Plan des Engelwerkes, eine Zweigstelle seiner Hochschule Institutum Sapientiæ in der Kartause zu eröffnen, scheiterte 1987 am Widerstand des St. Pöltner Diözesanbischofs Franz Žak.

2007 wurde die Byzantinische Kapelle geweiht (im Westflügel des Haupthofes). Sie ist die erste Kirche Österreichs, die dafür erstellt wurde – alle früheren Kirchen für den byzantinischen (griechisch-katholischen) Ritus sind umgewidmete römisch-katholische Kirchen. Die Ikonen stammen von Ioan Gotia (Rumänien) und Tomas Labanic (Slowakei). Sie wird von der griechisch-katholischen Zentralpfarre St. Barbara in Wien betreut.
Seit 2008 wird eine Gasthausbrauerei betrieben sowie ein Vierstern-Hotel mit Seminar- und Veranstaltungsbetrieb unterhalten.
Im Jahr 2009 übersiedelte das Internationale Theologische Institut für Studien zu Ehe und Familie (ITI) nach Trumau bei Baden.
Heute sind mehrere ausländische Universitäten in der Kartause eingemietet:
- die europäische Expositur der Franciscan University of Steubenville (Ohio, USA)
- die europäische Expositur der Ave Maria University of Naples, Florida
- das Language and Catechetical Institute für die Ausbildung von Oststudenten

sowie:
- ein Botanisches Malzentrum unter der Leitung der Malerin Barbara Schoberberger seit 2008

## Grablege der Stifter

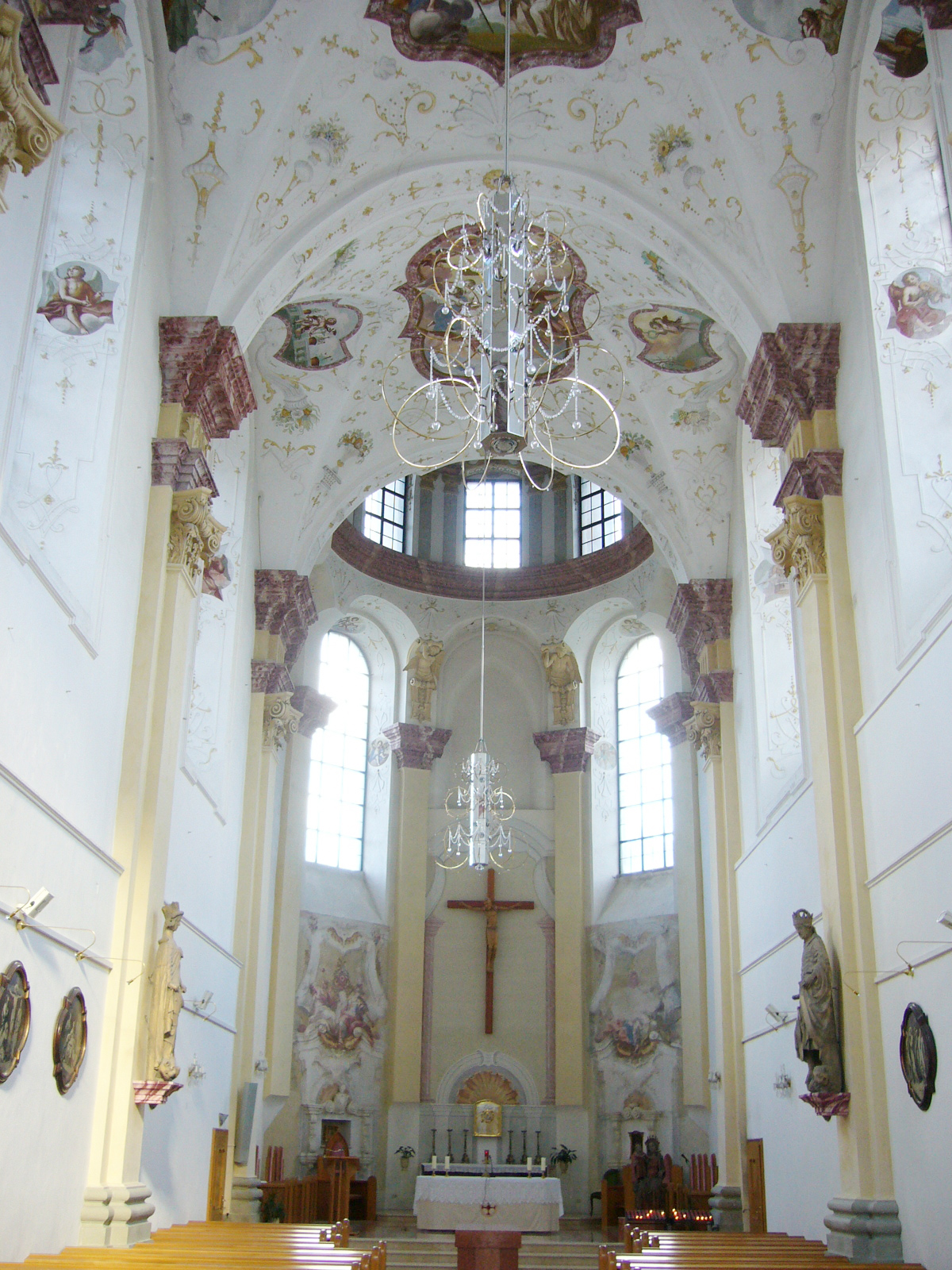
Innenraum

Das Grabmal der Stifter lag inmitten des Chores der Klosterkirche, unmittelbar vor dem Hochaltar. Welche Form es bei der Beisetzung der Stifter oder zumindest bald danach besaß, ist heute unbekannt.
Die politische Bedeutung dieser Grabstätte, die als Form der Präsenz, als Ausgangspunkt und Ort der „memoria“ und durchaus auch als Ausdrucksform landesherrlicher Machtstellung angesehen werden kann, wurde bereits erörtert.

### Bestattungen
Zuerst wurde die Herzogin Johanna, die am 15. November 1351 starb, feierlich in der vorbereiteten Grablege beigesetzt. Am 20. Juli 1358 verstarb Albrecht II. und wurde ebenfalls dort bestattet.
Albrecht III. ließ 1373 seine jung verstorbene erste Gemahlin Elisabeth von Böhmen, eine Tochter Kaiser Karls IV., im Grab seiner Eltern in Gaming beisetzen.
Die Kartause erfreute sich auch danach des Wohlwollens auch der nächsten Generation von Habsburgern; die Grablege wurde indes nicht weiter belegt.

### Öffnung der Gruft 1739
Bei der Öffnung der Gruft im Jahre 1739 fand man die dort beigesetzten Personen in großen Holzsärgen mit schweren Metallbeschlägen zur letzten Ruhe gebettet. Auf den Särgen waren große Bleitafeln mit Grabschriften befestigt. Die Texte nennen das Todesdatum und den Namen, zählen alle Titel sowie die Söhne und Töchter auf und weisen darauf hin, dass der Herzog, bzw. die Herzogin in ihrer Gründung Gaming begraben wurden. Beide Tafeln, die offenkundig zum selben Zeitpunkt, also wohl unmittelbar nach Albrechts Tod, gegossen wurden, sind mit den vier Wappen von Österreich, Steiermark, Pfirt und Kärnten geschmückt. Der Zusatz hoc est verum (‚das ist wahr‘) bei der Grabinschrift des Herzogs weist auf die Mitwirkung Rudolfs IV., des ältesten Sohnes, bei der Gestaltung der Grabinschrift hin; die Formulierung hat Rudolf oft als eigenhändige Unterfertigung unter seine Urkunden gesetzt.
Die Bleitafeln mit den Grabschriften waren seit der Aufhebung der Kartause im Jahre 1782 verschollen. Die Wiederentdeckung im Jahre 1985 bei der Öffnung der Grabstätte in der Gaminger Pfarrkirche, in die die Gebeine transferiert worden waren, bedeutete eine Sensation.

### Geschichte nach 1782
Bei der josefinischen Aufhebung des Klosters im Jahre 1782 nahm man wenig Rücksicht auf die ehrwürdige Tradition der Stifter. Das Grabmal vor dem Hochaltar wurde abgebrochen. Aus Nachlässigkeit unterblieb zudem die ausdrücklich verfügte Überführung der dort beigesetzten Gebeine nach Wien. Die Grablege war verwahrlost und vergessen; erst 1797 fand die pietätvolle Beisetzung in der Pfarrkirche von Gaming neben dem Hochaltar statt.
Nach fast 200 Jahren, am 13. April 1985, wurden die sterblichen Überreste der Stifter in die wiederhergestellte Grablege der ehemaligen Klosterkirche übergeführt.